# 曼特农城堡

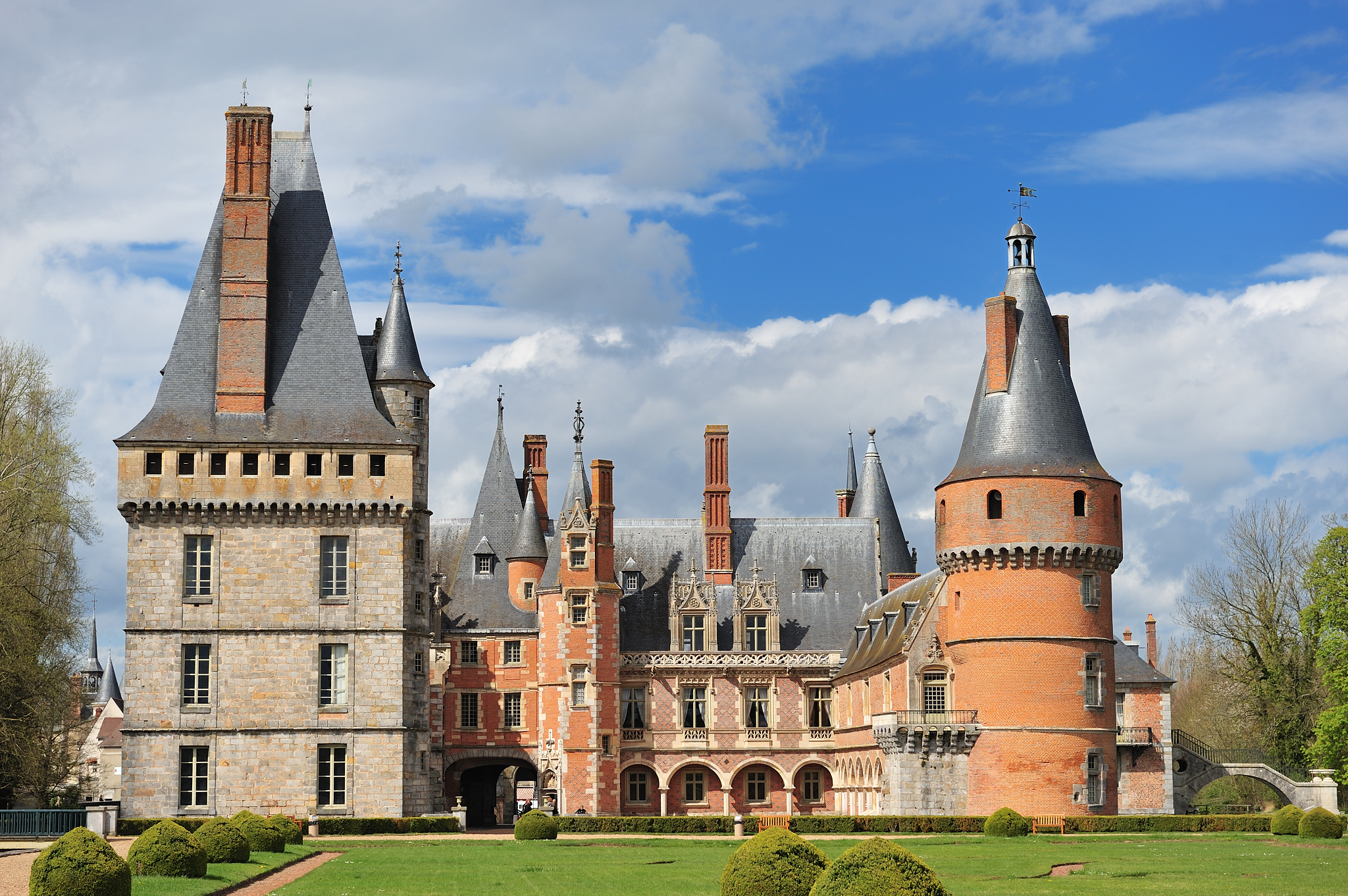

曼特农城堡（Château de Maintenon）是法国的一个城堡，位于厄尔-卢瓦省的曼特农，是路易十四第二任配偶曼特农夫人的私人住宅。
自1944年以来，这座城堡被法国文化部列为法国历史遗迹。

## 建筑
这座城堡的建造始于13世纪，大约在18世纪结束。在16世纪早期，路易十二的司库让·科特罗购买城堡，将其改为乡村住宅。在17世纪，曼特农夫人在1674年购买后，进行重建。
城堡的主要特征是建于13世纪的主塔、主楼，两侧是三个圆形塔，其中两个在在跨护城河的桥上。 东西两翼环绕的荣誉广场（cour d'honneur），外围是厄尔河水所填满的护城河，再往外是花园。
弗朗索瓦-勒内·德·夏多布里昂很喜欢这里由各种塔楼和屋顶德尖顶构成的美丽景色，觉得它很像修道院或古城区。
在花园的远端是高架渠,穿越厄尔运河（Canal de l'Eure），又名“路易十四运河”，由路易十四下令。其巨大的规模打动了夏多布里昂，他说这是“一个配得上帝王的作品”。。它是由塞巴斯蒂安·勒普雷斯特·德·沃邦建于1685年至 1690 年之间，将厄尔河河水引到凡尔赛宫的花园和喷泉。
在17世纪，建造了一个橘园以及马厩。

### 内部
内部已经修复，包括家具和装饰。

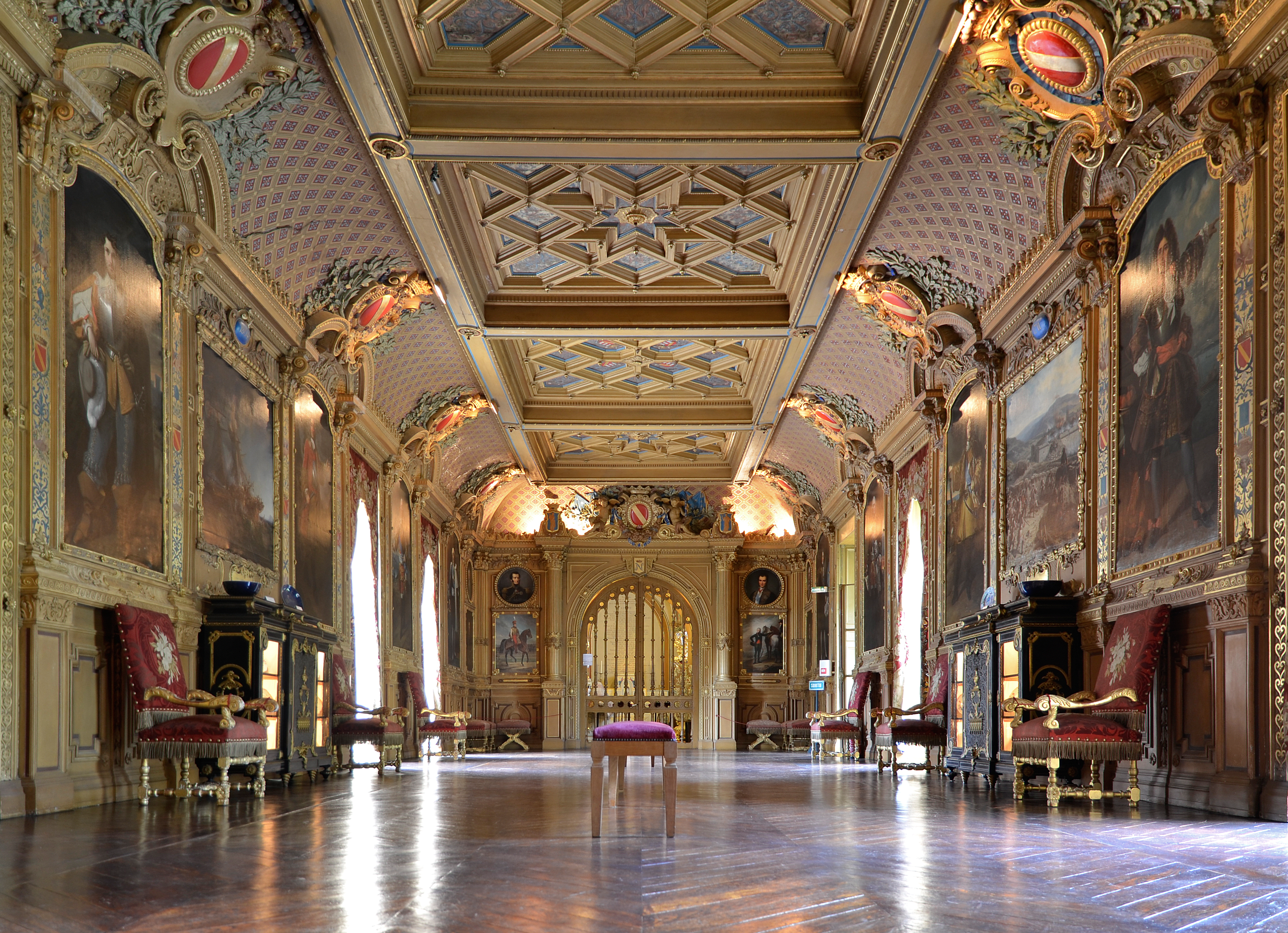
大走廊

- "小公寓"，位于主楼（corps de logis）一楼，包括：
  - 通往曼特农夫人卧室的通道，接待室；和一个私人小堂
  - 路易·德·诺瓦耶的卧室, 前面也有一个接待室。
- "大公寓"（圆形塔楼的一部分）包括：
  - 两个客厅，装饰为中国风格
  - 国王厅（salon du Roi），路易十四在曼特农作客，会见他的秘密妻子时的卧室
  - 19世纪的台球室
  - 拿破仑三世风格的图书馆，曼特农夫人的旧图书馆；
  - 肖像画廊展示諾瓦耶公爵家族的肖像，他们在1718年曼特农夫人去世后继承了财产；在画廊里有一块她的纪念碑。

其他塔楼不向游客开放。

### 花园和高架渠

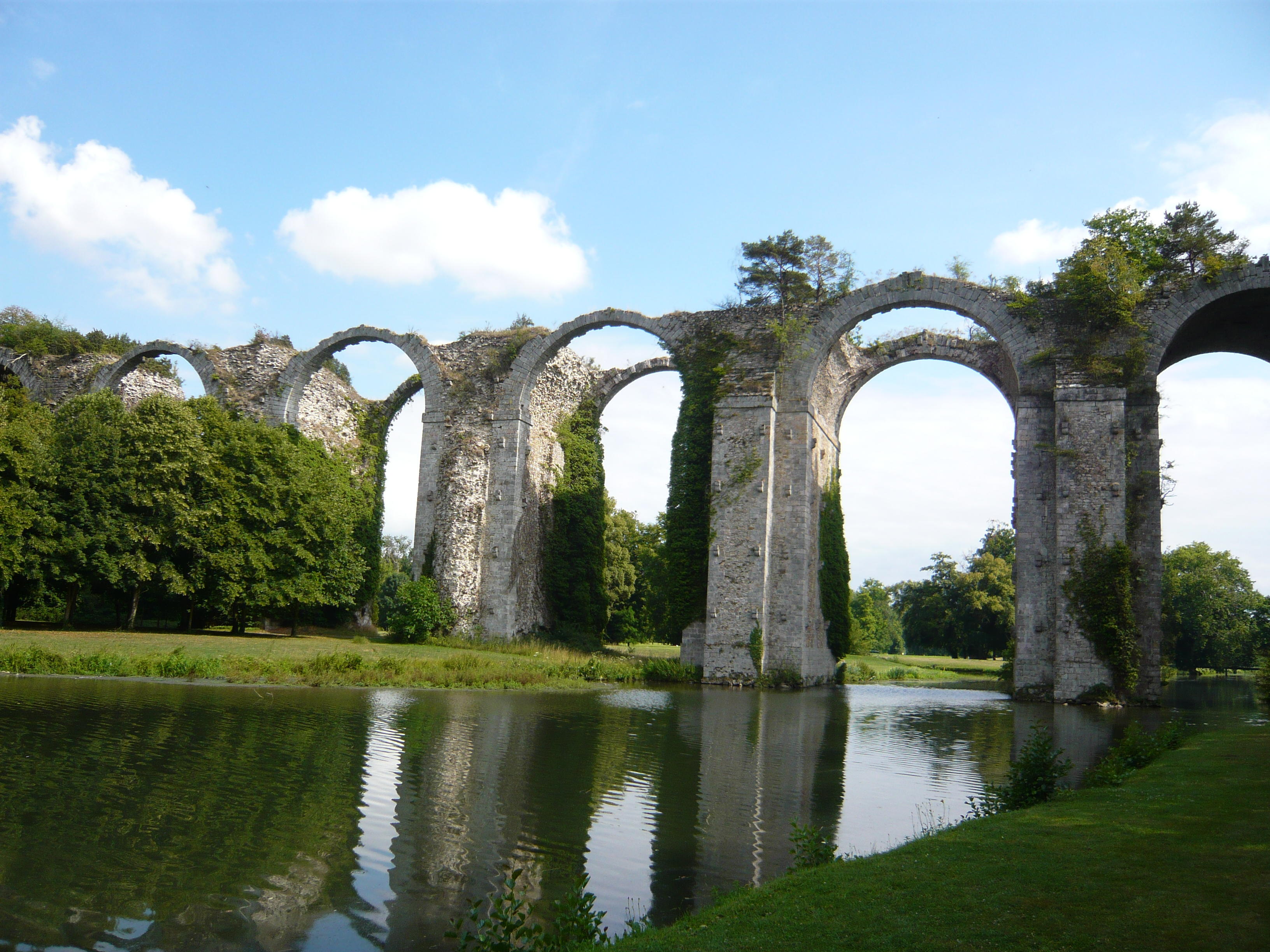
高架渠

花园由著名景观设计师安德烈·勒诺特尔设计， 他还在凡尔赛花园、圣日耳曼昂萊城堡和马尔利城堡（Château de Marly）工作。多年来，花园有两个交错的"L"，以纪念路易十四。2013年，为纪念安德烈·勒诺特尔诞生400周年，花园以法国园林的最初形式进行了重建。 厄尔河畔的两条道路,现在分别以勒诺特尔和让·拉辛命名。
在远端，穿过花园，是从1685年建造的高架渠，为凡尔赛花园的喷泉提供水源。该项目意味着要从80公里外的厄尔河引水。建筑的拱门达到60英尺的高度。沃邦负责这项工程。
高架渠的第一排有47道拱门，第二排有195道拱门，第三排有390道拱门。路易十四的战争阻碍了这项工程的完成。
自1875年以来，它也被法国文化部列为法国历史遗迹。

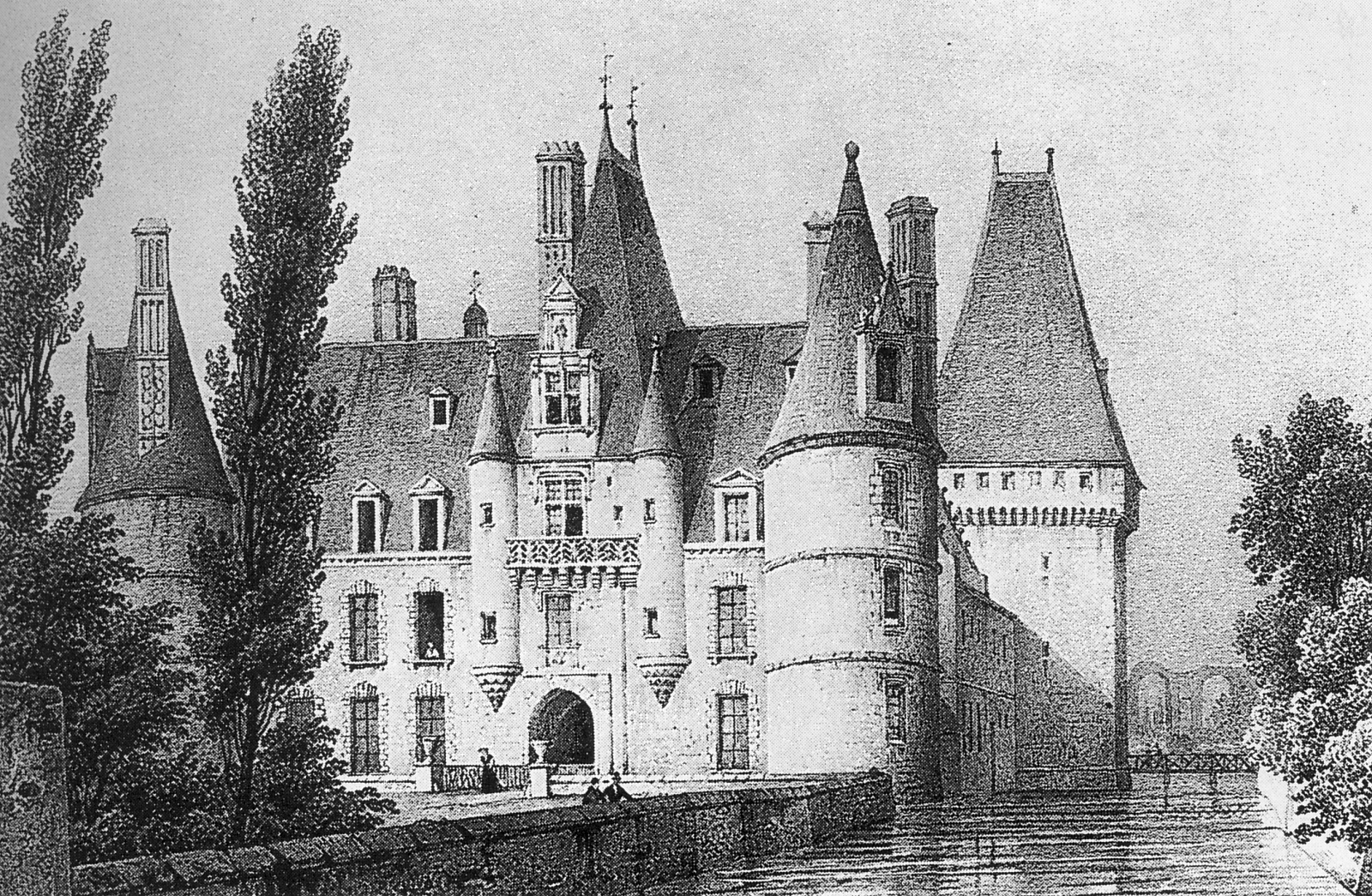